# Гендун-Дайчин
Гендун-Дайчин (д/н — 1697) — 4-й алтин-хан монголів-хотогойтів у 1686—1697 роках.

## Життєпис
Другий син Омбо-Ердені-хунтайджі, монгольського алтин-хана. Про дату народження нічого невідомо. Ймовірно, після смерті батька у 1657 році більше уваги приділяв буддистським практикам. Після початку війни брата Лобсан-хунтайджі з державами тушету-ханів і сецен-хан віддалився до Тибету. У 1680 році коли Лобсан фактично втратив владу над державою алтин-ахнів, Гендун-дайчин з'явився в Халхці. Зрештою у 1682 році а Хурін-Белтчинському курултаї ханів Халхи Ловсан-хунтайджі було остаточно позбавлено влади. Держава Алтин-ханів втратило самостійність і було включено до складу держави дзасагту-ханів. Новим правителем хотогойтів замість Ловсан-хунтайджі було призначено Гендун-Дайчин.
Втім з огляду на складну ситуацію в державі дзасакту-ханів, яка вела війну проти тушету-ханства, Гендун-Дайчин мав значну самостійність. Водночас у дипломатичних контактах з Московським царством він використовував титул алтин-хана. У 1686 році підтвердив договір про мир і дружбу з Московією, який там розглядали про перехід у її підданство Гендун-Дайчина. Водночас проводив дипломатичну політику збереження влади алтин-ханів наєнісейськими киргизами та сибірськими татарами. Тому у 1689 році він підійшов до селенгинського острогу, погрожуючи оружно бажанням місцевої залоги збирати ясак з бурятів.
Разом з тим після поразки й загибелі у 1688 році дзасакту-хана Шари-хана офіційно став незалежним правителем. Він вирішив скористатися поразкою тушету-хана Чахундорджа від військ джунгарського володаря Галдан Бошоґту-хана. У відповідь останній відправив частину військ проти гендун-Дайчина, внаслідок чого він вимушений був відступити до земель урянзайців. У цей час частина підвладних племен відкочувала до сибірських володінь Московського царства.
У 1691 році Гендун-Дайчин брав участь у Долоннорському з'їзді, де з іншими ханами Халхи прийняв підданство Китаю, внаслідок чого Зовнішня Монголія увійшла до складу імперії Цін. Брав участь у війні проти джунгарів. Лише у 1696 році відновив владу у своїх володіннях. Помер 1697 року. Йому спадкував син Сенжав.